# Associazione Sportiva Pescara 1947-1948
Questa voce raccoglie le informazioni riguardanti l'Associazione Sportiva Pescara nelle competizioni ufficiali della stagione 1947-1948.

## Risultati

### Campionato

#### Girone di andata
| 28 settembre 1947 1ª giornata | Nocerina | 2 – 0 | Pescara |  |

| 21 settembre 1947 2ª giornata | Pescara | 3 – 1 | Pisa |  |

| 28 settembre 1947 3ª giornata | Rieti | 1 – 1 | Pescara |  |

| 5 ottobre 1947 4ª giornata | Pescara | 3 – 2 | Brindisi |  |

| 12 ottobre 1947 5ª giornata | Pescara | 1 – 0 | Gubbio |  |

| 19 ottobre 1947 6ª giornata | Siena | 1 – 1 | Pescara |  |

| 26 ottobre 1947 7ª giornata | Torrese | 2 – 2 | Pescara |  |

| 2 novembre 1947 8ª giornata | Pescara | 3 – 1 | Cosenza |  |

| 16 novembre 1947 9ª giornata | Perugia | 1 – 1 | Pescara |  |

| 23 novembre 1947 10ª giornata | Pescara | 3 – 2 | Ternana |  |

| 30 novembre 1947 11ª giornata | Scafatese | 2 – 0 | Pescara |  |

| 7 dicembre 1947 12ª giornata | Pescara | 3 – 3 | Arsenaltaranto |  |

| 21 dicembre 1947 13ª giornata | Pescara | 6 – 1 | Empoli |  |

| 28 dicembre 1947 14ª giornata | Lecce | 3 – 0 | Pescara |  |

| 4 gennaio 1948 15ª giornata | Siracusa | 1 – 0 | Pescara |  |

| 11 gennaio 1948 16ª giornata | Pescara | 0 – 2 | Anconitana |  |

| 18 gennaio 1948 17ª giornata | Pescara | 0 – 0 | Palermo |  |

#### Girone di ritorno
| 15 febbraio 1948 18ª giornata | Pescara | 1 – 0 | Nocerina |  |

| 22 febbraio 1948 19ª giornata | Pisa | 3 – 0 | Pescara |  |

| 29 febbraio 1948 20ª giornata | Pescara | 3 – 1 | Rieti |  |

| 7 marzo 1948 21ª giornata | Brindisi | 1 – 0 | Pescara |  |

| 14 marzo 1948 22ª giornata | Gubbio | 1 – 2 | Pescara |  |

| 21 marzo 1948 23ª giornata | Pescara | 2 – 1 | Siena |  |

| 28 marzo 1948 24ª giornata | Pescara | 1 – 0 | Torrese |  |

| 11 aprile 1948 25ª giornata | Cosenza | 2 – 0 | Pescara |  |

| 17 aprile 1948 26ª giornata | Pescara | 2 – 0 | Perugia |  |

| 25 aprile 1948 27ª giornata | Ternana | 2 – 1 | Pescara |  |

| 2 maggio 1948 28ª giornata | Pescara | 3 – 0 | Scafatese |  |

| 9 maggio 1948 29ª giornata | Arsenaltaranto | 1 – 0 | Pescara |  |

| 23 maggio 1948 30ª giornata | Empoli | 1 – 0 | Pescara |  |

| 30 maggio 1948 31ª giornata | Pescara | 2 – 1 | Lecce |  |

| 6 giugno 1948 32ª giornata | Pescara | 3 – 0 | Siracusa |  |

| 13 giugno 1948 33ª giornata | Anconitana | 0 – 1 | Pescara |  |

| 20 giugno 1948 34ª giornata | Palermo | 3 – 1 | Pescara |  |